# أرت ويلش
أرت ويلش (بالإنجليزية: Art Welch) هو لاعب كرة قدم جامايكي وأمريكي في مركز الهجوم، ولد في 16 أبريل 1944 في كينغستون في جامايكا. لعب مع أتلانتا تشيفز وسان خوزيه إيرث كويكس.

## وصلات خارجية
- أرت ويلش على موقع الاتحاد الدولي (مؤرشف)  (الإنجليزية)
- أرت ويلش على موقع ناشيونال فوتبول تيمز (الإنجليزية)